# Marian Hopej
Marian Hopej (ur. 1951) – polski inżynier organizator przemysłu. Absolwent Politechniki Wrocławskiej. Od 2006  profesor na Wydziale Informatyki i Zarządzania Politechniki Wrocławskiej.

## Życiorys
W 1974 uzyskał tytuł magistra inżyniera organizatora przemysłu, a w 1977 obronił stopień doktora nauk ekonomicznych na podstawie rozprawy Kształtowanie struktur organizacyjnych zespołów badawczych i podjął pracę w Instytucie Organizacji i Zarządzania Politechniki Wrocławskiej na stanowisku adiunkta. W 1995 uzyskał stopień doktora habilitowanego nauk ekonomicznych w zakresie nauk o zarządzaniu, a w 2006 otrzymał tytuł naukowy profesora nauk ekonomicznych. Od 2000 był zatrudniony na etacie profesora nadzwyczajnego, a od 2009 na stanowisku profesora zwyczajnego. W latach 2004–2011 pełnił funkcję kierownika Zakładu Systemów Zarządzania i Marketingu.

## Odznaczenia
- Złoty Krzyż Zasługi (1998)[5]
- Medal Komisji Edukacji Narodowej[4].